# Holloway Jingles

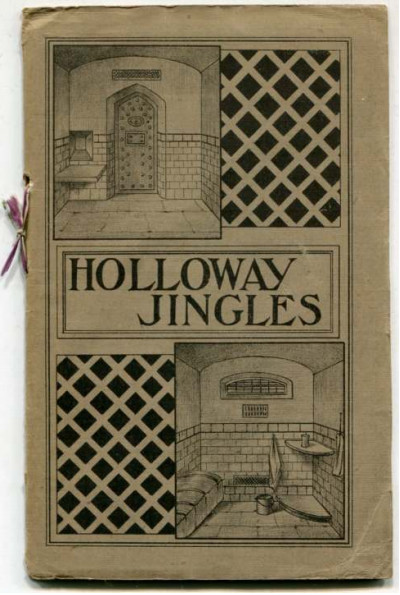
Holloway Jingles

Holloway Jingles es una colección de poesía escrita por un grupo de sufragistas prisioneras en la cárcel de Holloway durante 1912. Fue publicada por la sede de Glasgow de la Unión Social y Política de las Mujeres. Los poemas fueron recopilados y editados por Nancy A John, y sacados de prisión de contrabando por John y Janet Barrowman. El prólogo fue escrito por Theresa Gough.
La portada muestra dos dibujos de una celda desnuda con un diseño de patrón de verificación. La publicación fue anunciada para la venta en el periódico Votes for Women.

## Poemas
- "The Women in prison" por Kathleen Emerson
- "Oh, who are these in scant array", por Kathleen Emerson
- "To a fellow prisoner" (Miss Janie Allan) aunque anónimo, se cree escrito por Margaret McPhun[5]
- "There was a small woman called G" anónimo
- "There's a strange sort of college" por Edith Aubrey Wingrove
- "Before I came to Holloway" por Madeleine Caron Rock
- "Full tide" por AA Wilson
- "Who" por Kate Evans
- "The cleaners of Holloway" por Kate Evans
- "To D.R. in Holloway" por Joan Lavender Bailie Guthrie (Laura Grey). Se cree que trata sobre Dorothea Rock[1][6]
- "Holloway, 8th March" por A Martin
- "The beech wood saunters idly to the sea" por Katherine M Richmond
- "An end" por AA Wilson
- "L'Envoi" por Emily Davison
- "Newington butts were lively" por Alice Stewart Ker